# Óleo de açaí
O óleo de açaí tem uma coloração verde-escura, de odor pouco agradável logo após sua extração e possui um sabor que lembra o da bacaba.
Quando o óleo passa pelo processo de refinação, torna-se de sabor e odor agradáveis como os de bacaba e patauá. 

## Usos
O óleo de açaí é bastante usado tanto para fins culinários quanto para o uso cosmético.
Enquanto condimento alimentício é bastante usado para temperar saladas e produzir bebidas.
Seu uso cosmético é empregado para a produção de cremes capilares, com a finalidade de fortalecer o couro cabeludo, reparar os fios quebradiços e devolver o brilho. Além de cremes faciais anti-rugas e anti-envelhecimento.[carece de fontes?]

## Características

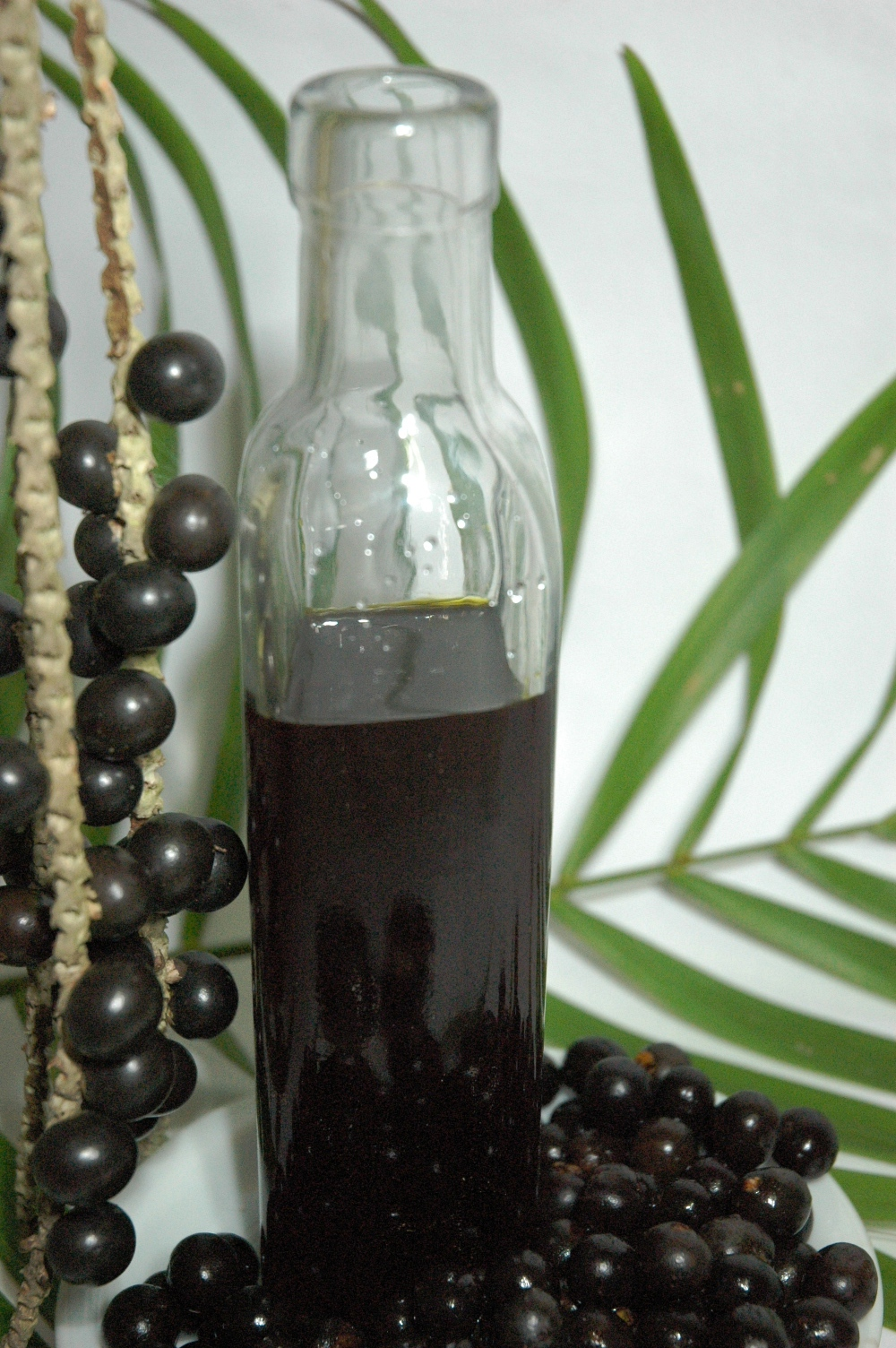
Óleo virgem de açaí

Composição dos ácidos graxos do óleo de açaís
| Ácido Palmitico    | % Peso | 17,0 - 28,0 |
| Ácido Palmiloleico | %Peso  | 2,0 - 6,0   |
| Ácido esteárico    | %Peso  | 1,5 - 6,0   |
| Ácido oléico       | %Peso  | 40,0 - 60,0 |
| Ácido Vacênico     | %Peso  | 3,0 - 4,5   |
| Ácido linoléico    | %Peso  | 10,0 - 22,0 |
| Saturado           | %Peso  | 28,0        |
| Insaturado         | %Peso  | 72,0        |

Composição fisico-quimico óleo de açaí
| Indice           | Unidade      | Presentação     |
| Ácidez           | mgKOH/g      | < 15,0          |
| Peroxido         | 10 meq O2/Kg | < 10,0          |
| Iodo             | gl2/100g     | 60-90           |
| Saponificação    | mgKOH/g      | 100 - 200       |
| Densidade        | 25ºC g/ml    | 0,9688 - 0,9880 |
| Refração (40 ºC) | -            | -               |
| Ponto de fusão   | ºC           | 4               |